# 探险家板块

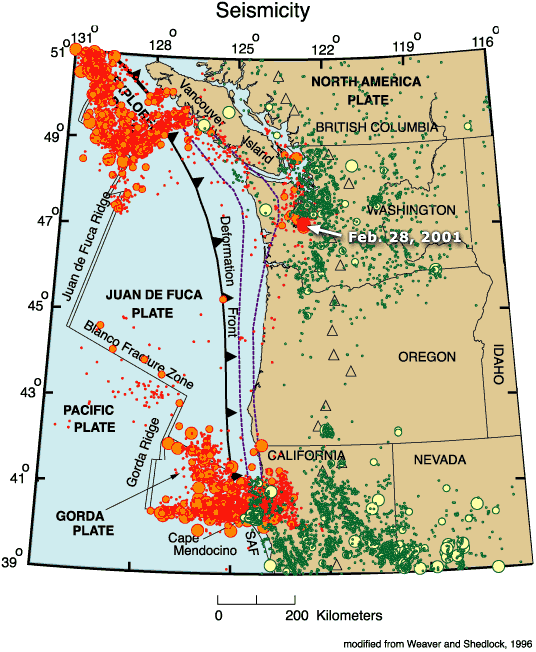
探险家板块（图左上角）

探险家板块是位于加拿大温哥华岛西海岸以外的太平洋中的一个小板块。在一些文献中，它被当成是胡安·德富卡板块的最北部分。这二者都是法拉龙板块的北部残遗，在1968年勒皮雄首次提出的六大板块中，它们都是北美洲板块的一部分。
探险家板块的东部隐没于北美洲板块之下。其南界以索万科断裂区与太平洋板块相接，索万科断裂区是一条转换断层。其东南界是另一条转换边界，名为努克塔断层，它将探险家板块和胡安·德富卡板块隔开。在西北方，探险家板块则以张裂型边界——探险家海岭与太平洋板块相邻。

## 形成与演化
胡安·德富卡板块在4 Ma分裂时，仍在以26mm/年的速度向东北方运动；此时探险家板块的速度发生突变，向北以20mm/年的速度缓慢移动。位于胡安·德富卡板块和探险家板块间的努克塔断层在诞生以来，长度和方向都发生了变化。:667–683努克塔断层和板块边界剪应变的形成总体上使板块顺时针旋转，使索万科断裂区向北沿北美板块重新调整，并减缓了探险家板块的俯冲。索万科断裂区本是超过7 Ma前的中洋脊，它显示了受探险家海岭影响的向南运动，反映为不规则的向东蔓延。

## 潜没的当前状态
探险家板块的潜没部分可达300km深，一直延伸到加拿大大陆下方。潜没板块相应的浮力可能阻碍了探险家板块接着俯冲的能力。:115–131
探险家板块潜没的过程，以及探险家板块和北美板块间的板块边界的性质，是学界长期争论的话题：
1. 探险家板块已经停止运动，最终可能走向增生；因为潜没已经完全停止，所以它会与北美板块相熔合，最终变成北美板块和太平洋板块间的板块边界。[7][8]
2. 探险家板块包含两个部分，其中一部分正与北美洲板块熔合，另一块仍是独立的微板块系统。[9]:1035–1038[10]:225–238
3. 探险家板块的最终速度已经减缓到20mm/年，还将持续到完全潜没[4]

## 岩浆活动
作为环太平洋火山带的一部分，探险家板块有着高强度的岩浆活动。岩浆活动包含低震级事件：有记载以来，这片区域没有6.5矩震级以上的地震，不过2008年西米诺尔海山北侧发生了几十次5–6级地震。探险家板块是加拿大岩浆活动最活跃的区域，但作为俯冲带而言，其岩浆活动大都发生于板块周围，而不是潜没带边缘，这很不寻常。地震一般发生在南部和西北部地区，即探险家板块和其他板块的交界处；不过探险家海岭和胡安·德富卡海岭附近的新洋壳降低了当地地壳的刚度，使得地震变得多而弱。:265–292